# Quercus similis
Quercus similis — вид рослин з родини букових (Fagaceae); ендемік півдня США.

## Опис
Це листопадне дерево, яке може досягати максимальної висоти між 25–33 м. Стовбур прямий. Кора коричнева, луската. Гілочки сірі, товсті, злегка запушені. Листки більш-менш вузькоовальні, 8–12 × 5–8 см; основа ослаблена загострена; верхівка тупа; край плоский з 2–3 парами неглибоких часточок у верхівковій половині; верх блискучий темно-зелений; низ сіруватий; ніжка 3–10 мм. Квітне навесні. Жолуді поодинокі або до 3 разом, субсидячі; горіх світло-коричневий або темно-червонувато-коричневий, яйцеподібний або довгастий, 12–16 × 8–12 мм, запушений або майже голий; чашечка глибиною 6–7 мм × шириною 10–13 мм, лусочки щільно притиснуті, сіруваті, дрібно-вовнисті.

## Поширення й екологія
Ендемік півдня США (Арканзас, сх. Техас, Джорджія, Південна Кароліна, Луїзіана, Алабама, Міссісіпі).
Населяє ліси в днищах вологих потоків, рівнинні ліси, долини річок; росте на висотах 0–300 м.

## Загрози
Основною загрозою для Q. similis є зміна клімату.

## Галерея

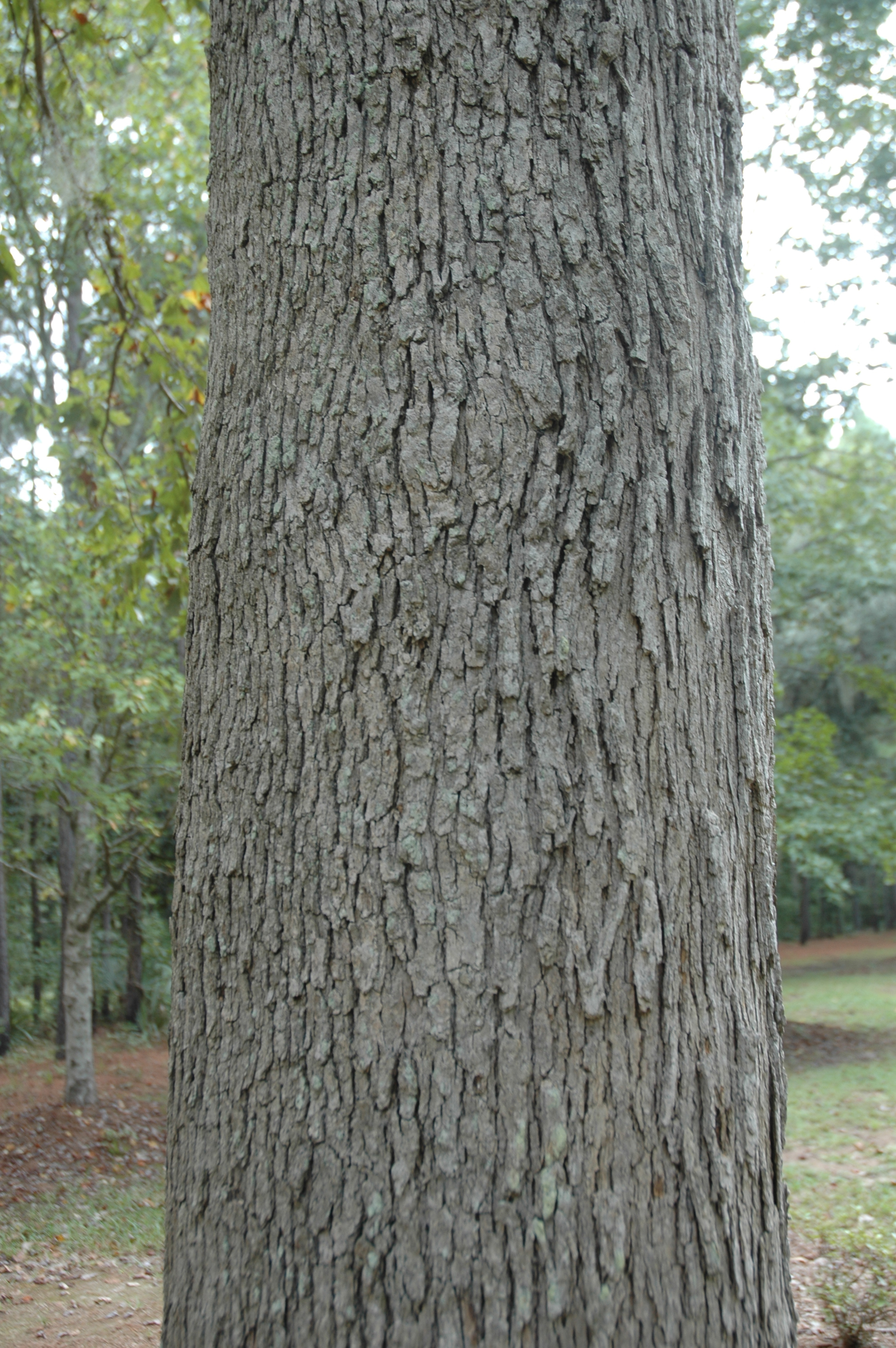
стовбур
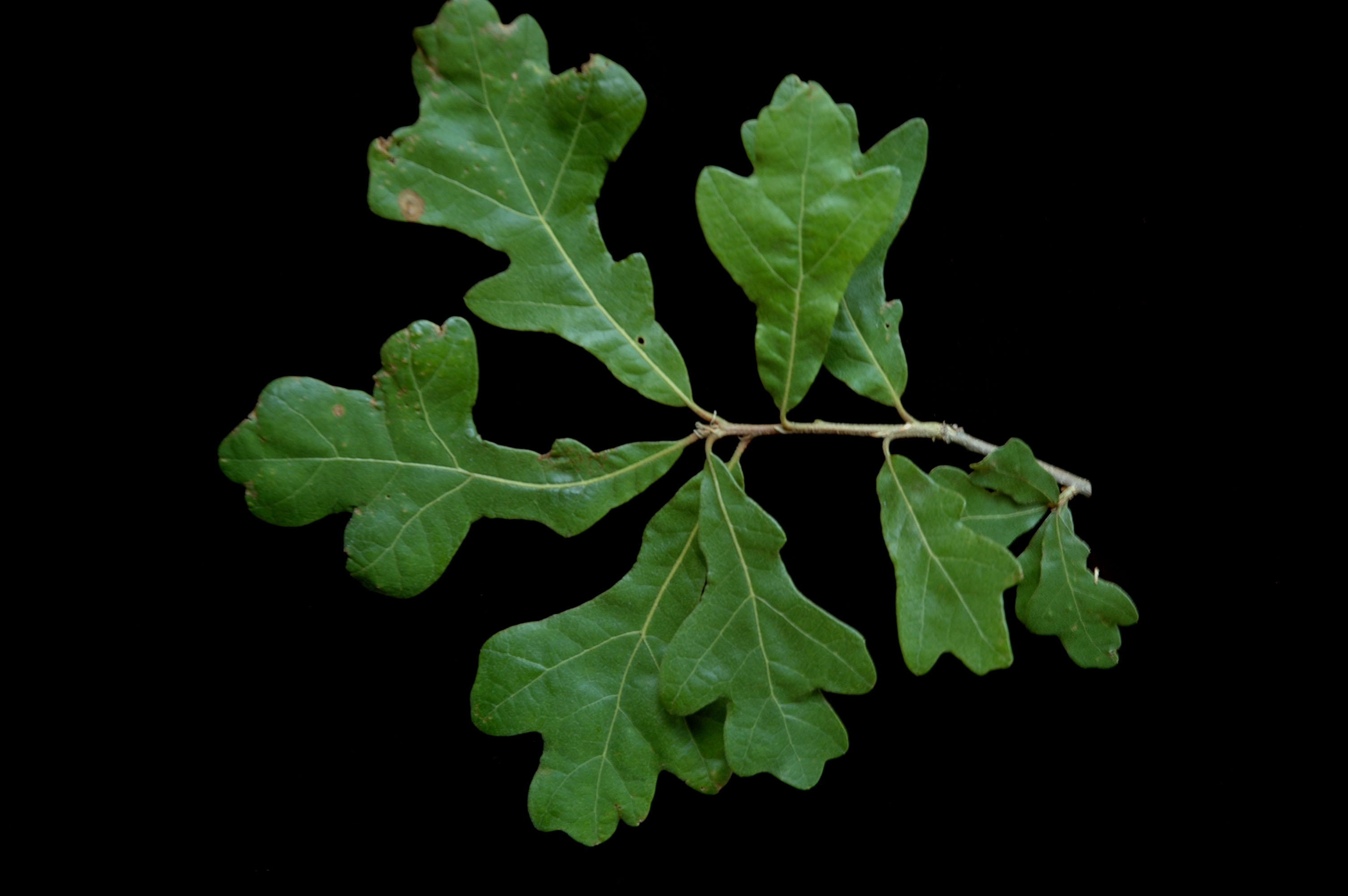
листки
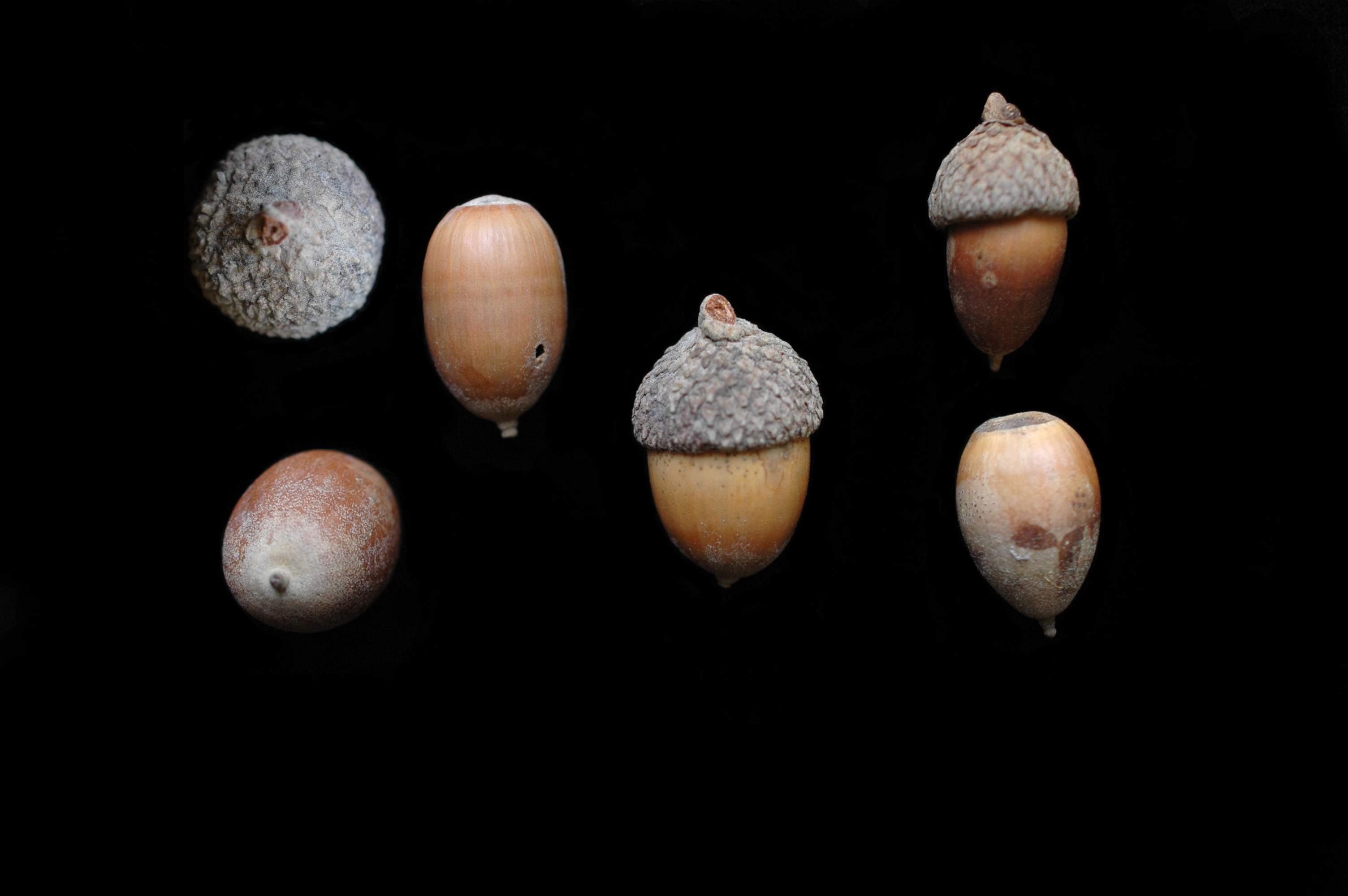
жолуді